# Лысов, Александр Николаевич
Алекса́ндр Никола́евич Лысо́в (род. 13 января 1975, Чайковский, СССР) — российский спортсмен, мастер спорта по гребле на байдарках и каноэ, неоднократный чемпион России.

## Биография
В 1989 году окончил школу № 4 в Чайковском, в 1993 — Чайковский колледж точного приборостроения по специальности «техническое обслуживание станков с ПУ и робототехнических комплексов», приобрёл квалификацию «техник-механик». В том же году поступил в Тольяттинской филиал Самарского педагогического университета на специальность «физическая культура и спорт», который окончил в 1997, получив квалификацию преподавателя физической культуры.
С 1993 по 2005 год работал на АвтоВАЗе тренером-преподавателем, спортсменом-инструктором центра физкультуры и детского спорта, охранником внешней безопасности. В 1994—1996 годах служил в армии, в ЦСК ВВС. С 2006 по 2012 занимался бизнесом, был владельцем и руководителем ряда организаций, занятых вырубкой леса, переработкой отходов и торговлей топливом. Его имя связывали со скандалами вокруг незаконной вырубки здоровых деревьев при расчистке городского леса, сильно пострадавшего от пожаров в 2010 году.
С июня 2012 года возглавлял управление физкультуры и спорта мэрии Тольятти. Через некоторое время прокуратура города потребовала его увольнения в связи с предоставлением заведомо недостоверных и неполных сведений о доходах. Также требовала отставки Лысова спортивная общественность города и депутаты городской думы Тольятти, признавшие работу Лысова неудовлетворительной. В конце 2014 года Лысов подал в отставку, а новым главой управления стал Александр Герунов.
Женат, отец троих детей (1999, 2005, 2007 г.р.). Старший сын занимался большим теннисом, неоднократно становился победителем и призёром всероссийских и европейских соревнованиях.

## Достижения
Мастер спорта по гребле на байдарках и каноэ, многократный победитель и призёр юношеских и взрослых соревнований международного уровня, пятикратный чемпион России, член сборной команды России в период с 1992—1997 гг.